# Pheidole elecebra
Pheidole elecebra är en myrart som först beskrevs av Wheeler 1904.  Pheidole elecebra ingår i släktet Pheidole och familjen myror. IUCN kategoriserar arten globalt som sårbar. Inga underarter finns listade i Catalogue of Life.

## Bildgalleri

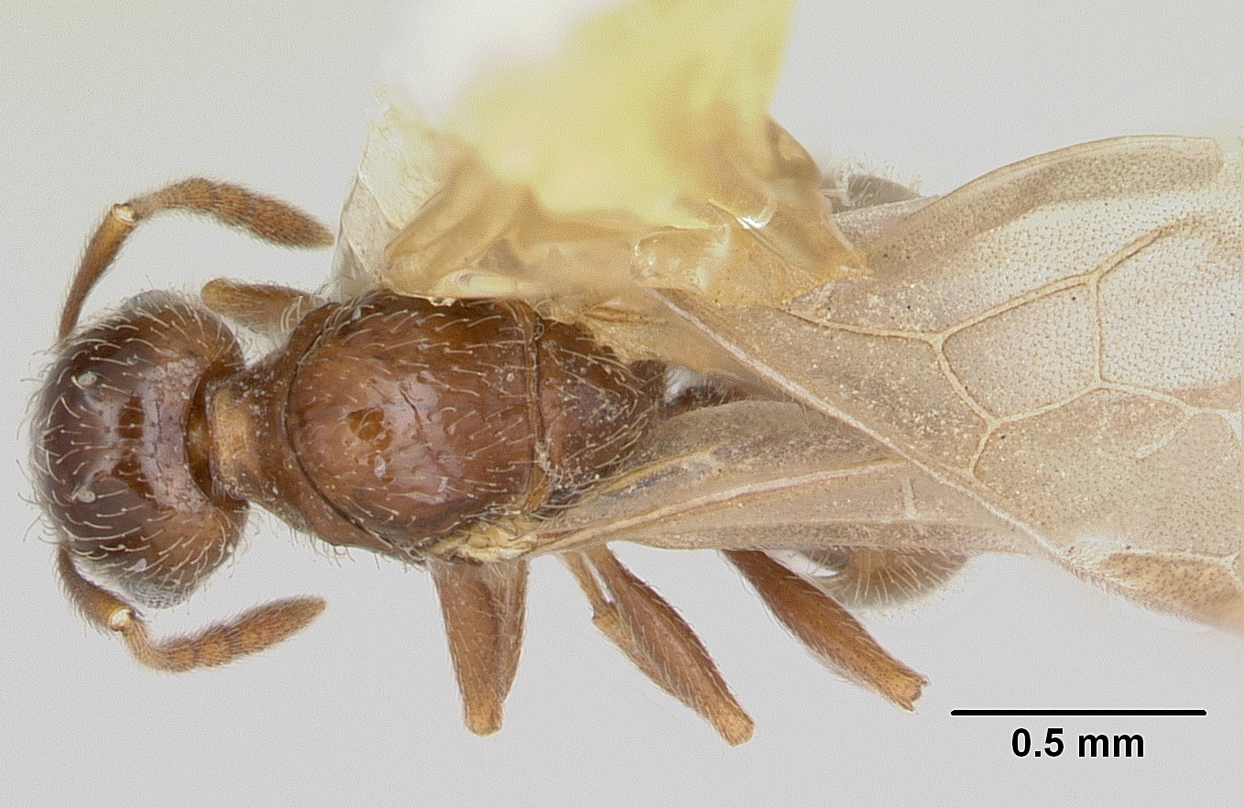
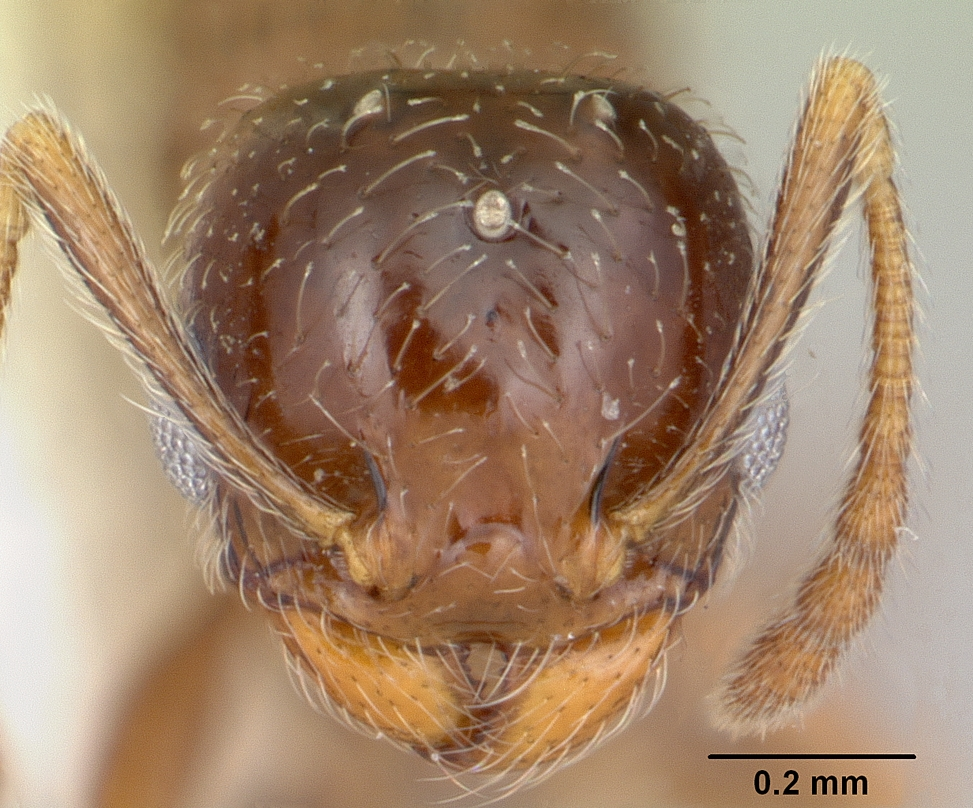
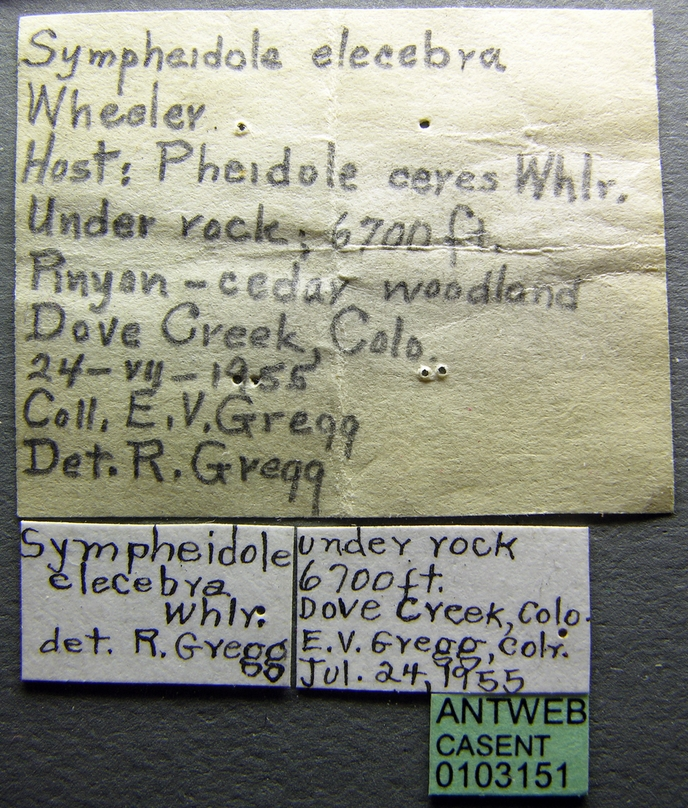
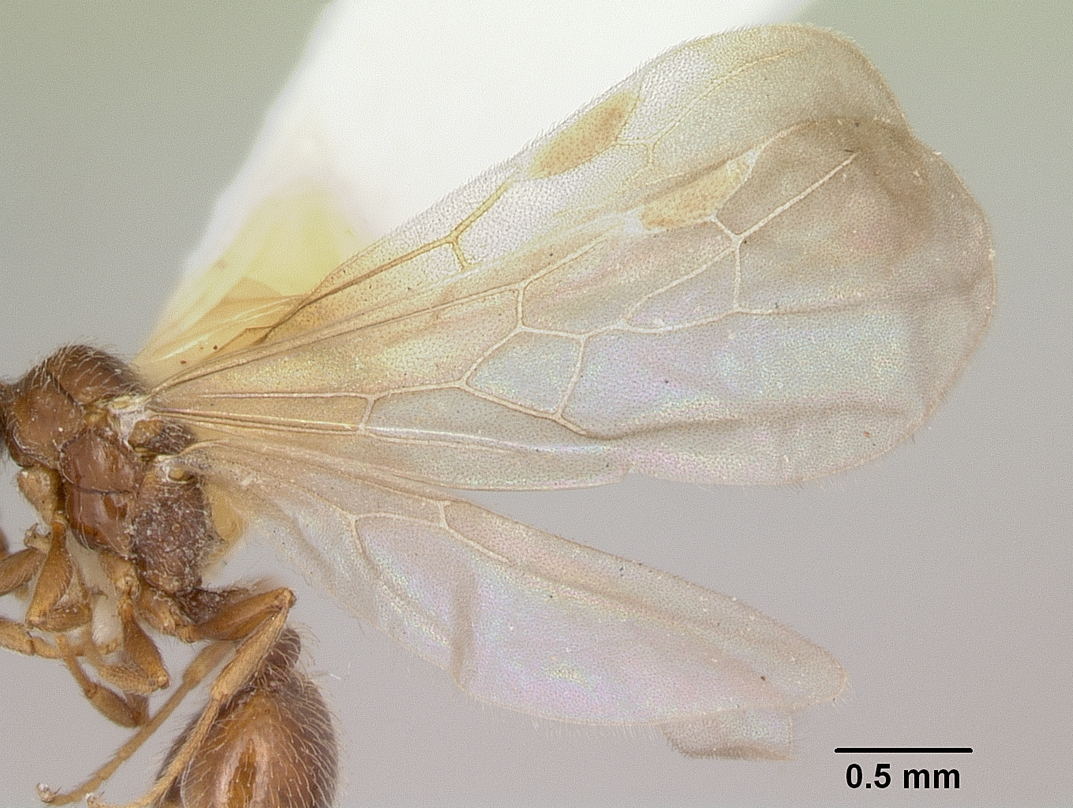
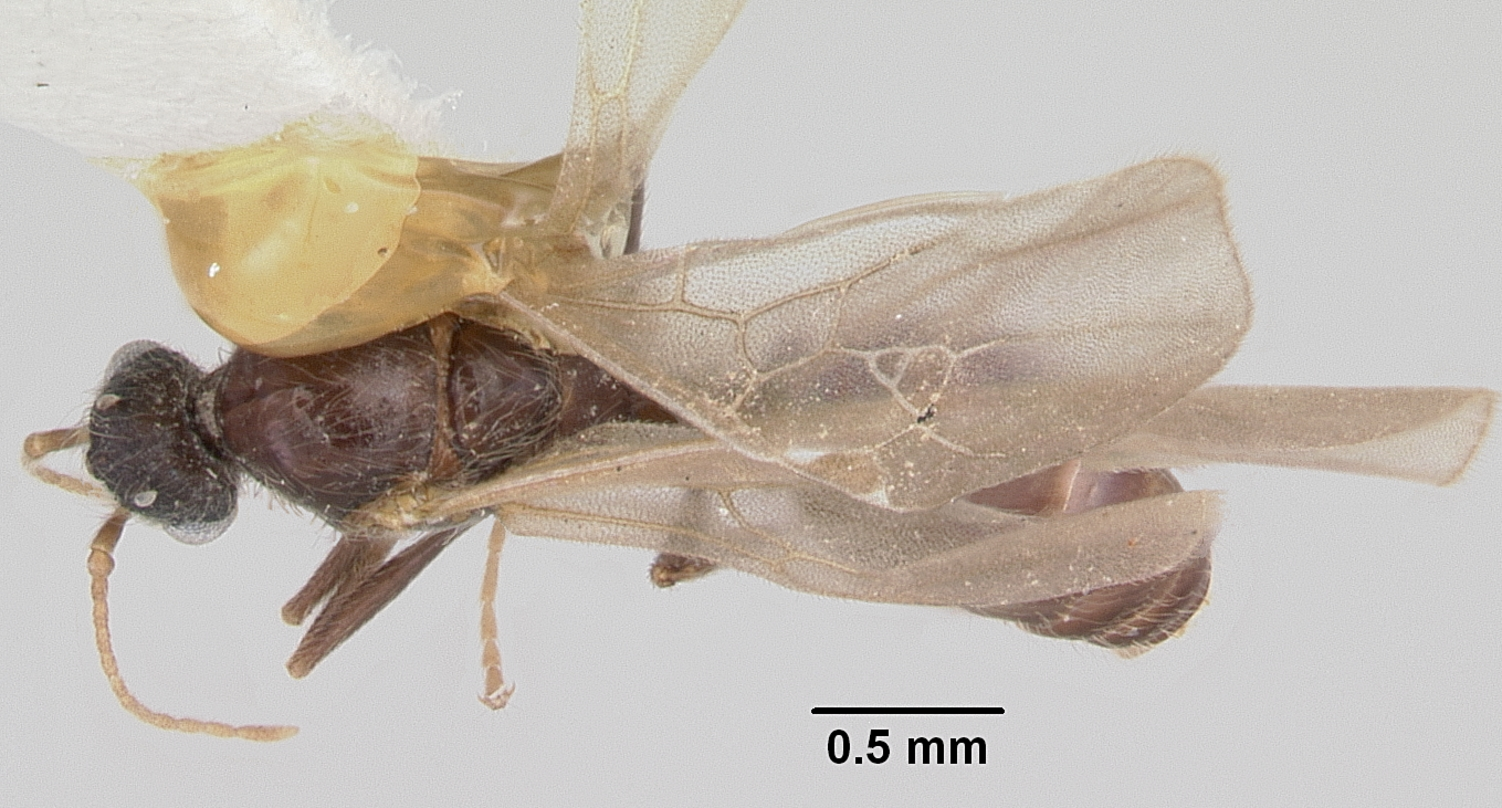
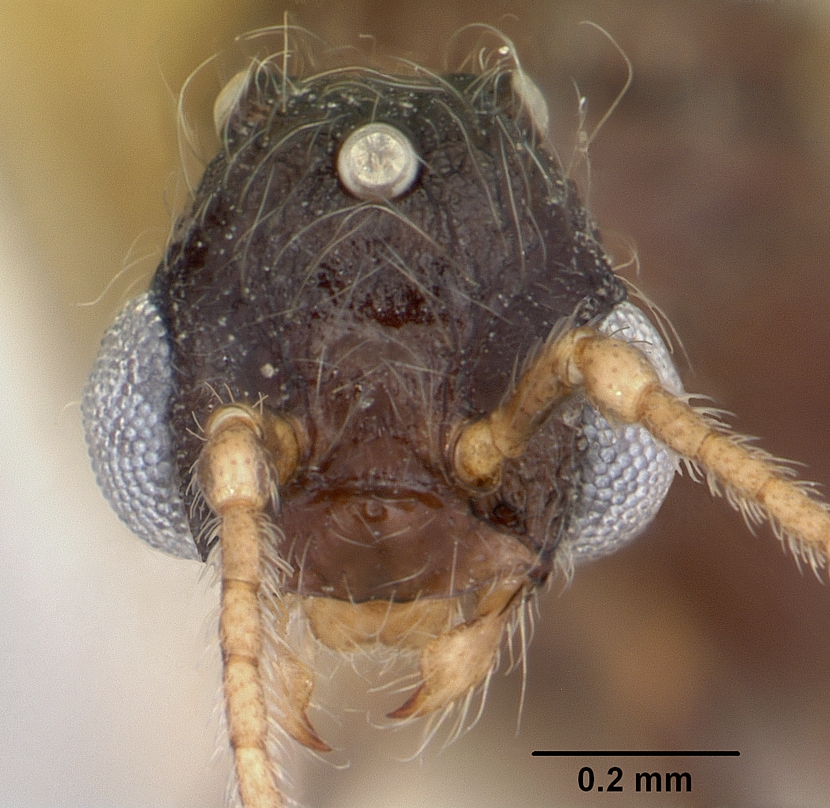